# 近藤達郎
近藤 達郎（こんどう たつお）は、日本の作曲家、編曲家、キーボード、ハーモニカ、クラリネット、アコーディオン奏者。

## 主な活動
金子マリ&バックスバニーのサポートでプロデビュー後「チャクラ」「UMITA-MINIMA（ウニタ・ミニマ）」「三橋美香子と総本山」等、数々のバンドに参加。小川美潮、Phew、原マスミ、大友良英、くじら（杉林恭雄）、れいちなどのアーティストとも活動する。
現在は「ラブジョイ（bikke、服部夏樹、植村昌弘、近藤、かわいしのぶ）」「先カンブリア・クラリネット四重奏団（清水一登、梅津和時、多田葉子、近藤）」等に参加。
演劇用音楽では、如月小春や渡辺えりの作品の多くを手がける。映画音楽では『かもめ食堂』（荻上直子監督 2005年）、『クヒオ大佐』（吉田大八監督 2009年）、『桐島、部活やめるってよ』（吉田大八監督 2012年）等がある。リゲイン「勇気のしるし」等、CMのための作曲も複数手がけている。
2013年には連続テレビ小説『あまちゃん』で鍵盤楽器とハーモニカを担当、「大友良英とあまちゃんスペシャルビッグバンド」のメンバーとして各地で演奏。2016年には、大友率いるNHKドラマ『トットてれび』の劇伴メンバーとして、ピアノ、アコーディオンで参加。

## 現在活動中のユニット
- 小川美潮 4 to 3 Band（小川美潮、今堀恒雄、近藤、Ma*To、Mecken、whacho、Grico富岡）
- 原マスミバンド（原マスミ、近藤、堀越信泰、楠均、内田Ken太郎）
- ピアノデュオ88 keys x 2（清水一登、近藤）
- ラブジョイ（bikke、服部夏樹、植村昌弘、近藤、かわいしのぶ）（2017年10月ラブジョイ活動終了後は、bikke、服部夏樹、近藤、かわいしのぶで活動）
- 先カンブリア・クラリネット四重奏団（清水一登、 梅津和時 、多田葉子、近藤）
- 大友良英スペシャルビッグバンド（大友良英、江藤直子、近藤、斉藤寛、井上梨江、鈴木広志、江川良子、東凉太、佐藤秀徳、今込治、木村仁哉、大口俊輔、かわいしのぶ、小林武文、上原なな江、相川瞳、Sachiko M）
- JETA〜日本エレクトリック大正琴連合〜（田中悠美子、葛岡みち、清水一登、岡野勇仁、近藤）
- Qujila（くじら）（杉林恭雄、楠均、中原信雄、近藤）
- ピロリキングス（玉城宏志、藤掛正隆、かわいしのぶ、近藤）

## CM曲
リゲイン「勇気のしるし」（1989年）作曲
ギャツビー「髪型きめて」（2004年）作曲
GLADD（2021年）作曲

## 参加アルバム
- 長見順『在庭坂』（プロデュースほか）2017年8月
- UMITA-MINIMA（ウニタ・ミニマ）『世界の縁(へり)』（keyboards, piano, accordion, indian banjo, mini piano, thumb piano, vocals, etc.）2016年1月（ボーナス・トラック収録の再発）
- よしだよしこ『笑って唄って』（録音・ミックス・マスタリング、ドラムス、パーカッション、木管楽器、シンセサイザー）2014年5月
- 大友良英&あまちゃんスペシャルビッグバンド『連続テレビ小説「あまちゃん」オリジナル・サウンドトラック』、『あまちゃんLIVE〜あまちゃん スペシャルビッグバンド 〜コンサート in NHKホール〜』2014年3月
- 『今井次郎 病院作品集』（ピアニカ、ピアノ、録音・ミックス・マスタリング）2013年12月
- くじら『ふたりのラジオを鳴らそうよ』（キーボード、ハーモニカ、クラリネット、録音・ミックス・マスタリング）2013年7月
- 原マスミ『人間の秘密』（キーボード・アコーディオン、弦・管アレンジ、録音、ミックス、マスタリング）2012年10月
- オノ・セイゲン『コム・デ・ギャルソン Volume Two』（アコーディオン）2008年3月
- 如月小春『都会の生活』（キーボード、パーカッション、パイプ、ボイス）1986年
- 高橋幸宏『薔薇色の明日』（ピアノ※10.The April Fools）1983年8月
- 立花ハジメ『Hm』1983年　『バンビ』1991年　『テッキーくんとキップルちゃん』1994年　（キーボード）